# Dunsfold Park
Dunsfold Park (o Dunsfold Aerodrome) è un ex aeroporto situato nel Surrey nel Regno Unito, poi divenuto sede del circuito di Top Gear.

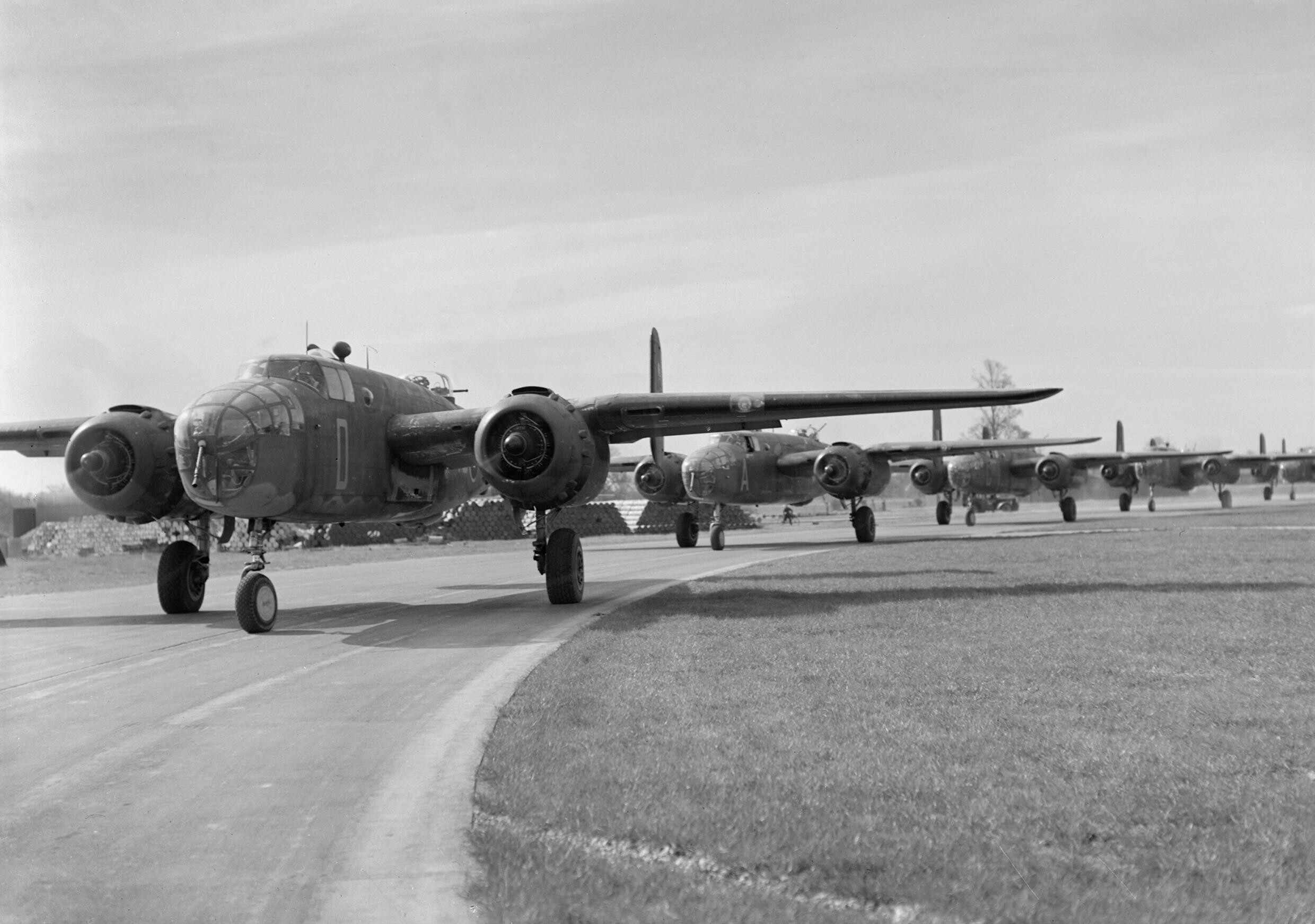
L'aeroporto nel 1943

Vicino alla città di Cranleigh, fu costruito dal Canadian Army. Era sotto regime del Royal Canadian Air Force negli anni 1942-1944 ed era conosciuto come Royal Canadian Air Force Station Dunsfold.
Successivamente venne utilizzato dalla British Aerospace come impianto di costruzione e test.
Nei primi anni 2000 fu venduto al Rutland Group e riconvertito alle prove su strada, e ha ospitato numerosi raduni ed eventi automobilistici e aeronautici.

Mappa dell'aerodromo e del circuito di Top Gear

Dal 2002, è stato a lungo utilizzato come circuito per le prove automobilistiche della trasmissione della BBC Top Gear. Sul circuito hanno girato anche numerosi piloti di Formula 1, come Daniel Ricciardo, Lewis Hamilton, Mark Webber, Sebastian Vettel, Rubens Barrichello, Nigel Mansell, Jenson Button, Kimi Räikkönen, Damon Hill e Michael Schumacher.
Nel 2018 viene annunciata la demolizione della struttura, per fare spazio ad un complesso residenziale.